# Milly Clark
Milly Clark, född 1 mars 1989, är en australisk friidrottare. Hon deltog vid olympiska sommarspelen 2016.